# Hôtel de Rochegude

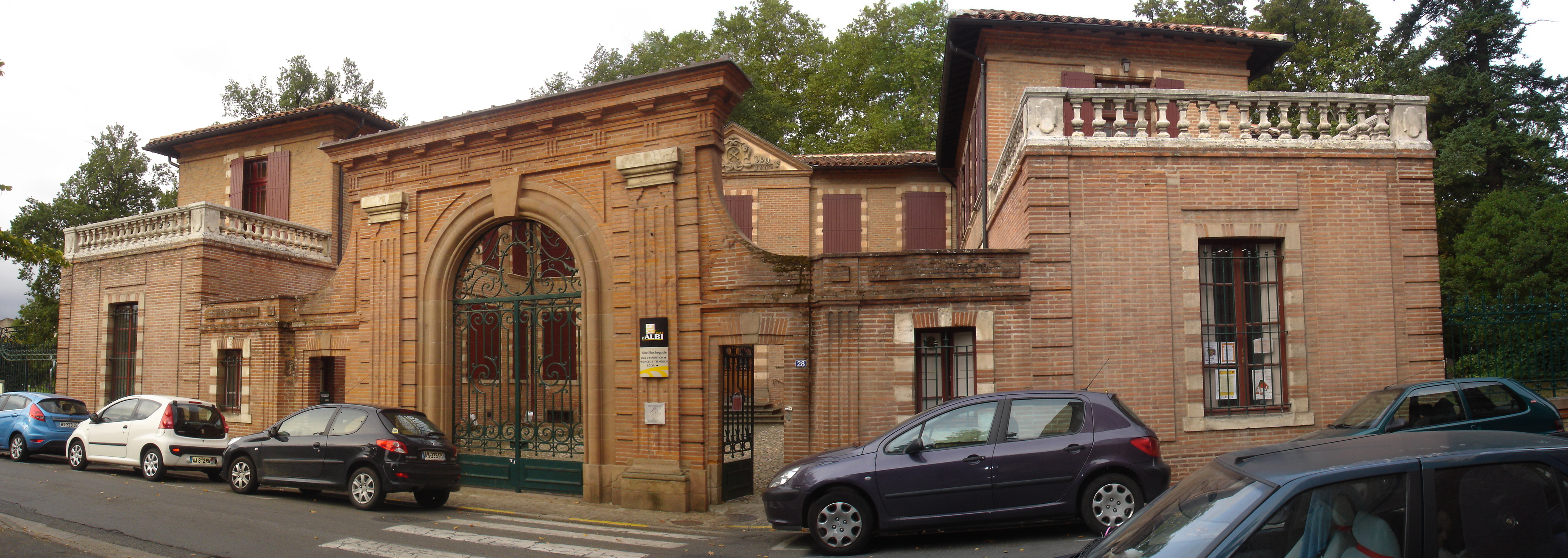
Hôtel de Rochegude, vue depuis la rue Rochegude

L'hôtel de Rochegude est un hôtel particulier situé à Albi, en France.

## Localisation
L'hôtel est situé dans le département français du Tarn, sur la commune d'Albi au 28 rue Rochegude.

## Historique
L'édifice date du XVIIe siècle.
L'hôtel est inscrit au titre des monuments historiques le 31 octobre 1986.